# Међународни дан музеја
Међународни дан музеја обележава се 18. маја у свету као дан музеја. Овај дан се организује од 1977. године, а од 1992. сваке године има одређену тему.

## Историја
Међународни савет музеја сваке године 18. маја организује Међународни дан музеја. Тај дан се организује од 1977. године и представља посебан дан за међународну музејску заједницу. На овај дан музеји планирају различите креативне догађаје и активности везаних за тему Међународног дана музеја која је сваке године другачија. Тог дана се посебно скреће пажња јавности и истиче важна улога музеја као институција које служе друштву и његовом развоју.
Циљ Међународног дана музеја је да подигне свест о томе да су музеји важно средство културне размене, обогаћивања култура и развоја међусобног разумевања, сарадње и мира међу народима. Догађања се организују око 18. маја и могу трајати један или више дана (највише до 7 дана).
Током времена се све више институција културе придружује обележавању Међународног дана музеја. Године 2019. учествовало је више од 55.000 музеја из око 150 земаља у свету. Од 1992. године се обележава специфично и сваке године има неку глобалну тему које се сви придржавају.
Музеји организују изложбе и промотивне кампање. Поводом тог дана музеји нуде слободан улаз као и продужено радно време. Основна идеја Међународног дана музеја је да истакне важност музеја за културну размену. То подразумева потенцирање и унапређење сарадње између различитих култура и народа.

## Теме
- 2024. Музеји за образовање и истраживање[3]
- 2023. Музеји, одрживост и добростање[4]
- 2022. Моћ музеја[5]
- 2021. Будућност музеја: Опоравите се и поново заживите[6]
- 2020. Музеји за једнакост: разноликост и инклузија[7]
- 2019. Музеји као средишта културе – будућност традиције[7]
- 2018. Хипер–повезани музеји – нови приступи, нова публика (Хиперповезаност је израз који је осмишљен 2001. године како би илустровао многобројна савремена средстава комуникације, као што су директни контакти, електронска пошта, инстант поруке, телефон или интернет)[8]
- 2017. Музеји и спорне историје : говорити о неизрецивом у музејима[9]
- 2016. Музеји и културни пејзажи
- 2015. Музеји за одрживо друштво[10]
- 2014. Збирке музеја успостављају везе
- 2013. Музеји (меморија + креативност = друштвена промена)[11]
- 2012. Музеји у свету који се мења. Нови изазови, нове инспирације[12]
- 1993. Музеји и аутохтони народи
- 1992. Музеји и околина[13]

## Галерија
- 18. мај 2010, Москва
- Мапа музеја
- Међународни дан музеја у Берлину, 18. мај 1982.
- Међународни дан музеја у Немачкој, 1985.